# Xylopia villosa
Xylopia villosa är en kirimojaväxtart som beskrevs av Thomas Ford Chipp. Xylopia villosa ingår i släktet Xylopia och familjen kirimojaväxter. Inga underarter finns listade i Catalogue of Life.